# Универсальный язык
Универса́льный язы́к (всеобщий язык; лат. lingua generalis) — язык, система терминов, определённых строго и однозначно, а потому допускающих над собой чисто формальные операции. 
Такой язык позволил бы заменить все логические рассуждения исчислением, проводимым, подобно алгебраическому, над словами и символами этого языка, однозначно отражающим понятия.
Концепция языка была предложена Лейбницем. Он же предпринял попытку его создания. Лейбниц писал: 
…тогда в диспуте между двумя философами нужды будет не более, чем в диспуте между двумя счетоводами. Для разрешения противоречий достаточно будет взять грифеля и, сев за доски, сказать друг другу „давайте вычислять“.
Прообраз такого метода Лейбниц видел в методе математическом.
Первая попытка создания lingua generalis, сделанная Лейбницем в юношеском сочинении «О комбинаторном искусстве» (1666 г.), основывалась на методе каталонского религиозного подвижника, философа, писателя и поэта Раймунда Луллия.
В феврале 1678 года Лейбниц написал эссе «Lingua Generalis», в котором его идеи были тесно связаны с бинарным исчислением. Лейбниц говорил о своём lingua generalis или lingua universalis как об универсальном языке, нацеливаясь на него как на словарь символов, с помощью которого пользователь мог бы выполнять вычисления, которые автоматически давали бы истинные пропорции, и, в качестве побочного эффекта, развивали бы бинарное исчисление.